# كينغو ناكامورا
كينغو ناكامورا من مواليد 24 أكتوبر، 1980 في طوكيو في اليابان، لاعب كرة قدم ياباني. بدأ مسيرته الكروية مع نادي كاواساكي فرونتال في عام 2003، وهو يلعب معهم حتى الآن. و قد بدأ باللعب مع منتخب اليابان لكرة القدم في عام 2006.

## روابط خارجية
- كينغو ناكامورا على موقع الاتحاد الدولي (مؤرشف)  (الإنجليزية)
- كينغو ناكامورا على موقع رابطة كرة القدم اليابانية للمحترفين (اليابانية)
- كينغو ناكامورا على موقع قاعدة بيانات كرة القدم.إي يو (الإنجليزية)
- كينغو ناكامورا على موقع ناشيونال فوتبول تيمز (الإنجليزية)
- كينغو ناكامورا على موقع Soccerway.com (الإنجليزية)
- كينغو ناكامورا على موقع عالم كرة القدم.نت (الإنجليزية)
- كينغو ناكامورا على موقع AS.com (الإسبانية)